# Regina Hall
Regina Lee Hall (ur. 12 grudnia 1970 w Waszyngtonie) – amerykańska aktorka, która grała m.in. w Strasznym filmie i jego sequelach oraz serialu Ally McBeal.

## Życiorys
Regina Hall urodziła się w Waszyngtonie jako córka dostawcy i nauczycielki. W 1997 roku ukończyła New York University z tytułem magistra dziennikarstwa. Przed kamerą stanęła już pięć lat wcześniej w kręconym w Nowym Jorku serialu Loving. Wkrótce po ukończeniu studiów, rozpoczęła profesjonalną karierę aktorską.
Przełomem w jej karierze była rola Brendy Meeks, bohaterka parodii horrorów Keenena Ivory'ego Wayansa Straszny film (Scary Movie, 2000). Rolę w filmie zagwarantowała jej odmowa jej przyjęcia przez Aaliyah. W roli Brendy pojawiła się u boku Anny Faris w czterech kolejnych odsłonach Strasznego filmu, zrealizowanych kolejno w latach 2001, 2003 i 2006. W 2001 roku pojawiła się na małym ekranie w serialu telewizyjnym stacji FOX Ally McBeal Davida E. Kelleya, gdzie wcieliła się w Corettę Lipp. W Ally McBeal pojawiła się pierwotnie w trzech odcinkach, zabłysnęła jednak jako młodszy zastępca Larry'ego Paula, granego przez Roberta Downeya Juniora. Bazując na tym sukcesie, wróciła do serialu jako regularna aktorka w sezonie 2001–2002. Za swoją rolę w 2003 roku była nominowana do nagrody NAACP Image Award jako „najlepsza aktorka drugoplanowa w serialu komediowym”.
Hall zagrała z Wesleyem Snipesem i Sanaą Lathan w filmie Disappearing Acts Giny Prince-Blythewood, realizowanym dla HBO Films. W tej historii miłosnej, opartej na książce Terry'ego McMillana, wcieliła się w postać Portii, za którą została nominowana do nagrody Black Reel jako „najlepsza aktorka drugoplanowa”. W 2005 roku pojawiła się obok Gabrielle Union, Cedrika the Entertainera i Mike'a Eppsa w jednej z głównych ról w komedii Bardzo długa podróż poślubna (The Honeymooners), opartej na serialu telewizyjnym The Honeymooners, na którym z kolei luźno oparto polski sitcom Miodowe lata. Tego samego roku pojawiła się w roli Peaches Clarke w filmie komediowym Porwanie na żądanie (King's Ransom), gdzie zagrał również Anthony Anderson, z którym Regina wystąpiła też w Strasznym filmie 3 i jego sequelu. Trzy lata później razem z Tracym Morganem i Ice'em Cube'em wystąpiła jako w Omunique w filmowej tragikomedii Święty szmal (First Sunday).
Regina ma na swoim koncie również rolę w niezależnej produkcji Mariusa Balchunasa The Elder Son. Do innych kluczowych filmów w karierze Reginy zalicza się Raperów z Malibu Johna Whitesella (Malibu's Most Wanted, 2003), gdzie wystąpiła obok Jamiego Kennedy'ego, Taye'a Diggsa i Blaira Underwooda, Miłość i koszykówkę Giny Prince-Blythewood (Love & Basketball, 2000) z Omarem Eppsem, Sanaą Lathan i Alfre Woodard – drugi wspólny film Prince-Blythewood oraz aktorskiej pary Hall i Lathan, a także Danikę Ariela Vromena (2006), za rolę w której została uhonorowana nagrodą Festival Award dla „najlepszej aktorki” podczas San Diego Film Festival.
Występuje również gościnnie w serialach telewizyjnych.
Jej rola w komediodramacie Support the Girls (2018) zyskała uznanie krytyków.

## Filmografia
- 1999: Drużba (The Best Man) jako Candy
- 2000: Straszny film (Scary Movie) jako Brenda Meeks
- 2000: Miłość i koszykówka (Love & Basketball) jako Lena Wright
- 2000: Stracone nadzieje (Disappearing Acts) jako Portia
- 2001: Straszny film 2 (Scary Movie 2) jako Brenda Meeks
- 2001-2002: Ally McBeal jako Corretta Lipp
- 2002: Płatne w całości (Paid in Full) jako Keisha
- 2003: Straszny film 3 (Scary Movie 3) jako Brenda Meeks
- 2003: Raperzy z Malibu (Malibu's Most Wanted) jako Shondra
- 2005: Porwanie na żądanie (King's Ransom) jako Peaches
- 2005: Bardzo długa podróż poślubna (The Honeymooners) jako Trixie Norton
- 2006: Straszny film 4 (Scary Movie 4) jako Brenda Meeks
- 2007: Sprawiedliwość ulicy (Urban Justice)
- 2008: Superhero (Superhero Movie) jako Pani Xavier
- 2008: Święty szmal (First Sunday) jako Omunique
- 2010: Zgon na pogrzebie jako Michelle
- 2012: Myśl jak facet jako Candace
- 2014: Myśl jak facet 2 jako Candace
- 2017: Laski na gigancie (Girls Trip[1]) jako Ryan Pierce
- 2017: Niepewne (Insecure[1]) jako Ninny
- 2018: Support the Girls jako Lisa[1]
- 2018: Nienawiść, którą dajesz jako Lisa Carter
- 2019: Shaft[1] jako Maya Babanikos
- od 2019: Czarny poniedziałek (Black Monday[1]) jako Dawn Towner
- 2021: Skandal w hrabstwie Yuba jako det. Cam Harris